# Piła-Młyn (powiat świecki)
Piła-Młyn – osada w Polsce położona w województwie kujawsko-pomorskim, w powiecie świeckim, w gminie Jeżewo.
W latach 1975–1998 miejscowość należała administracyjnie do województwa bydgoskiego.